# Louis of Wales

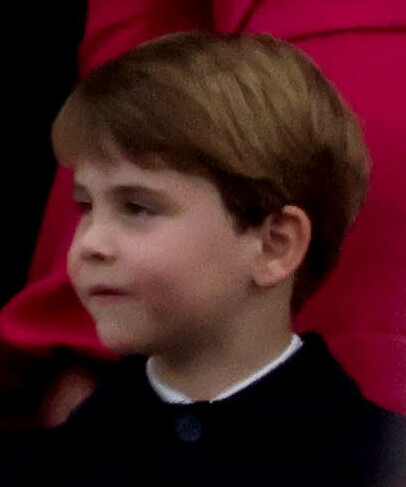
Louis of Wales (2022)

HRH Prince Louis Arthur Charles of Wales (* 23. April 2018 in London als Prince Louis Arthur Charles of Cambridge) ist ein britischer Adliger aus dem Haus Windsor. Er ist das dritte Kind des britischen Kronprinzen William, Prince of Wales, und dessen Frau, Catherine, Princess of Wales. Als Enkel von König Charles III. steht er nach seinem Vater, seinem älteren Bruder, George of Wales, und seiner älteren Schwester, Charlotte of Wales, an vierter Stelle der britischen Thronfolge.

## Leben
Louis Arthur Charles of Wales wurde am 23. April 2018 im Lindo Wing des Londoner St Mary’s Hospital geboren. Am 9. Juli 2018 wurde er in der Kapelle des St James’s Palace vom Erzbischof von Canterbury Justin Welby mit Wasser aus dem Jordan getauft. Seine Taufpaten sind die Cousine seiner Mutter, Lucy Middleton, Nicholas van Cutsem, Guy Pelly, Harry Aubrey-Fletcher, Lady Laura Meade und Hannah Carter.
Seit April 2021 besucht er die Willcocks Nursery School in der Nähe des Kensington Palace. Im September 2022 wechselte er mit seinen Geschwistern auf die Lambrook School in Berkshire.

## Titel und Thronfolge
Am 31. Dezember 2012 hatte Königin Elisabeth II. durch Letters Patent verfügt, dass alle zukünftigen Kinder von Prinz William den Titel und die Anrede Royal Highness erhalten, nicht nur, wie bis dahin üblich, der älteste Sohn.
Im März 2015 trat im Vereinigten Königreich die gleichberechtigte Thronfolge weiblicher Nachkommen für alle nach dem 28. Oktober 2011 geborenen Kinder in Kraft. Damit steht Louis in der britischen Thronfolge an vierter Stelle. Vor dem Prinzen stehen sein Vater William sowie seine älteren Geschwister George und Charlotte. Vor der Änderung der Thronfolgeregelung wäre Louis in der Thronfolge vor seiner Schwester Charlotte eingereiht worden. Er ist der erste Prinz der britischen Geschichte, der in der Thronfolge hinter seiner Schwester steht.

## Vorfahren
| Ahnentafel Prince Louis of Wales | Ahnentafel Prince Louis of Wales                                                                | Ahnentafel Prince Louis of Wales                                                                | Ahnentafel Prince Louis of Wales                                                     | Ahnentafel Prince Louis of Wales                                                     | Ahnentafel Prince Louis of Wales                                               | Ahnentafel Prince Louis of Wales                                               | Ahnentafel Prince Louis of Wales                                               | Ahnentafel Prince Louis of Wales                                               |
| -------------------------------- | ----------------------------------------------------------------------------------------------- | ----------------------------------------------------------------------------------------------- | ------------------------------------------------------------------------------------ | ------------------------------------------------------------------------------------ | ------------------------------------------------------------------------------ | ------------------------------------------------------------------------------ | ------------------------------------------------------------------------------ | ------------------------------------------------------------------------------ |
| Ururgroßeltern                   | Prinz Andreas von Griechenland (1882–1944) ⚭ 1903 Prinzessin Alice von Battenberg (1885–1969)   | König Georg VI. (1895–1952) ⚭ 1923 Elizabeth Bowes-Lyon (1900–2002)                             | Albert Spencer, 7. Earl Spencer (1892–1975) ⚭ 1919 Lady Cynthia Hamilton (1897–1972) | Maurice Roche, 4. Baron Fermoy (1885–1955) ⚭ 1931 Ruth Gill (1908–1993)              | Richard Noel Middleton (1878–1951) ⚭ 1914 Olive Lupton (1881–1936)             | Frederick Glassborow (1898–1954) ⚭ 1920 Constance Robinson (1888–1977)         | Stephen Goldsmith (1886–1938) ⚭ 1909 Edith Chandler (1889–1971)                | Thomas Harrison (1904–1976) ⚭ 1934 Elizabeth Temple (1903–1991)                |
| Urgroßeltern                     | Prinz Philip von Griechenland und Dänemark (1921–2021) ⚭ 1947 Königin Elisabeth II. (1926–2022) | Prinz Philip von Griechenland und Dänemark (1921–2021) ⚭ 1947 Königin Elisabeth II. (1926–2022) | John Spencer, 8. Earl Spencer (1924–1992) ⚭ 1954–1969 Hon. Frances Roche (1936–2004) | John Spencer, 8. Earl Spencer (1924–1992) ⚭ 1954–1969 Hon. Frances Roche (1936–2004) | Peter Middleton (1920–2010) ⚭ 1946 Valerie Glassborow (1924–2006)              | Peter Middleton (1920–2010) ⚭ 1946 Valerie Glassborow (1924–2006)              | Ronald Goldsmith (1931–2003) ⚭ 1953 Dorothy Harrison (1935–2006)               | Ronald Goldsmith (1931–2003) ⚭ 1953 Dorothy Harrison (1935–2006)               |
| Großeltern                       | König Charles III. (* 1948) ⚭ 1981–1996 Lady Diana Spencer (1961–1997)                          | König Charles III. (* 1948) ⚭ 1981–1996 Lady Diana Spencer (1961–1997)                          | König Charles III. (* 1948) ⚭ 1981–1996 Lady Diana Spencer (1961–1997)               | König Charles III. (* 1948) ⚭ 1981–1996 Lady Diana Spencer (1961–1997)               | Michael Middleton (* 1949) ⚭ 1980 Carole Goldsmith (* 1955)                    | Michael Middleton (* 1949) ⚭ 1980 Carole Goldsmith (* 1955)                    | Michael Middleton (* 1949) ⚭ 1980 Carole Goldsmith (* 1955)                    | Michael Middleton (* 1949) ⚭ 1980 Carole Goldsmith (* 1955)                    |
| Eltern                           | William, Prince of Wales (* 1982) ⚭ 2011 Catherine, Princess of Wales (* 1982)                  | William, Prince of Wales (* 1982) ⚭ 2011 Catherine, Princess of Wales (* 1982)                  | William, Prince of Wales (* 1982) ⚭ 2011 Catherine, Princess of Wales (* 1982)       | William, Prince of Wales (* 1982) ⚭ 2011 Catherine, Princess of Wales (* 1982)       | William, Prince of Wales (* 1982) ⚭ 2011 Catherine, Princess of Wales (* 1982) | William, Prince of Wales (* 1982) ⚭ 2011 Catherine, Princess of Wales (* 1982) | William, Prince of Wales (* 1982) ⚭ 2011 Catherine, Princess of Wales (* 1982) | William, Prince of Wales (* 1982) ⚭ 2011 Catherine, Princess of Wales (* 1982) |
| Prince Louis of Wales (* 2018)   |                                                                                                 |                                                                                                 |                                                                                      |                                                                                      |                                                                                |                                                                                |                                                                                |                                                                                |